# Deuce Bigalow: Male Gigolo
Deuce Bigalow: Male Gigolo es una película de comedia estadounidense de 1999 dirigida por Mike Mitchell en su debut, escrita por Harris Goldberg y Rob Schneider, y protagonizada por Schneider como un desafortunado limpiador de acuarios que se convierte en gigoló en un intento de ganar dinero. Fue la primera película producida por la compañía Happy Madison.
Estrenada el 10 de diciembre de 1999, la película recaudó cerca de 100 millones de dólares a nivel mundial pese a las críticas negativas. Una secuela, titulada Deuce Bigalow: European Gigolo, fue estrenada en 2005.

## Argumento
Deuce Bigalow, un limpiador inseguro pecera (acuarista), es despedido por limpiar el tanque desnudo en un acuario público. Deuce no tiene éxito en atraer mujeres, por lo que intenta mantenerse ocupado en el trabajo. En una visita a domicilio, conoce a un argentino prostituta Antoine Laconte. Antoine se va de viaje de negocios, por lo que le pide a Deuce que cuide a su enfermo pez león y que proteja su hogar mientras está fuera. Deuce accidentalmente prende fuego a la cocina de Antoine cuando intenta hacer un sándwich de queso a la parrilla en la tostadora, y rompe una costosa pecera.
Temiendo que Antoine lo mate, Deuce se ve obligado a encontrar una forma de pagar $ 6,000 por el daño. Proxeneta de bajo alquiler T.J. Hicks ofrece ayudar a Deuce a ganar suficiente dinero para comprar una nueva pecera, y convence a Deuce de asumir el papel de Antoine ausente como un gigoló. Deuce decide hacer que los clientes se sientan mejor consigo mismos, ya que solo desea tener sexo con mujeres hermosas.
Deuce conoce a clientes inusuales, pero aún se las arregla para llevarse bien con ellos, a pesar de que no hay relaciones sexuales, ayudándoles con ciertos problemas en sus vidas. Los clientes incluyen a Carol, una mujer severamente  narcoleptica; Ruth, que tiene Síndrome de Tourette con coprolalia, y por lo tanto tiene miedo de socializar; Fluisa, una mujer  obesa que pesa cerca de 750 libras; y Tina, una mujer que tiene un trastorno de la glándula pituitaria y es extremadamente alta. La lista de clientes de Deuce aumenta gradualmente, y cada cliente se satisface con medidas mucho más satisfactorias debido a su atención personal y amistad. Sin embargo, Deuce se enamora de una de sus clientes, Kate (Arija Bareikis), quien tiene una prótesis de pierna. Más tarde rompe con Deuce cuando descubre que él era una prostituta contratada por sus amigos.
Mientras tanto, Deuce está siendo acosado por el detective Chuck Fowler, quien exige a "Antoine"  libro negro "de clientes y amenaza con llevar a Deuce a la cárcel si no cumple. Deuce finalmente ayuda a Fowler a complacer a su esposa desnudándose y bailando eróticamente para ella, y los dos hacen las paces. Deuce todavía está bajo custodia por cargos de prostitución, ya que Fowler necesita a alguien que lo traiga y la propia negativa de Deuce a traicionar a su nuevo amigo, TJ, al entregarlo. En la audiencia, se revela que Deuce nunca se acostó con ninguno de los clientes a excepción de Kate. Como Deuce le devolvió el dinero a Kate y no le pagaron por tener sexo con ella, se le exonerará de todos los cargos.
Usando el dinero que ganó, Deuce restaura la pecera de Antoine, aunque debido a limitaciones de tiempo se le advierte que el vidrio puede no estar instalado correctamente. Desafortunadamente, la compañera de habitación ciega de Kate mata accidentalmente el pez premio en el acuario de Antoine cuando enciende la batidora en la que se guardaba el pez. Deuce compra un pez de reemplazo y regresa a la casa de Antoine justo a tiempo. Antoine es sospechoso, pero no puede entender por qué. Golpea el nuevo acuario y el vidrio se rompe. Deuce luego revela sus aventuras de prostitución al furioso Antoine. Enfurecido, Antoine intenta matar a Deuce, y en un punto le dispara un ballesta. El cliente con sobrepeso mencionado anteriormente, Fluisa, aparece, se interpone entre los dos hombres y salva la vida de Deuce (no la matan porque el rayo golpea sus senos, entre los cuales ha escondido un asado pollo). Antoine es arrestado por el detective Fowler, y Deuce se casa con Kate. Las secuencias finales continúan siguiendo el epílogo. El padre de Deuce se convierte en una prostituta masculina. Fluisa se sometió a una extensa liposucción y se convirtió en una modelo en Victoria's Secret conocida como Naomi. Ruth abre una escuela para niñas para personas con Tourette. Carol logra cumplir el viaje de sus sueños a Francia. T.J. comienza su propio reality show dedicado a sus experiencias como prostituta, y un Antoine encarcelado se casa con Tina.

## Reparto
- Rob Schneider es Deuce Bigalow.
- William Forsythe es Charles "Chuck" Fowler.
- Eddie Griffin es Tiberius Jefferson "T.J." Hicks
- Arija Bareikis es Kate.
- Oded Fehr es Antoine Laconte.
- Gail O'Grady es Claire.
- Richard Riehle es Robert "Bob" Bigalow.
- Jacqueline Obradors es Elaine Fowler.
- Amy Poehler es Ruth.
- Torsten Voges es Tina.
- Bree Turner es Allison.
- Andrew Shaifer es Neil.
- Allen Covert es Vic.

## Recepción
La película no fue bien recibida por la crítica. El 22% de los críticos le dio una reseña positiva en Rotten Tomatoes, con un rating promedio de 4.01 sobre 10. El consenso del sitio indica: "De acuerdo con la crítica, Deuce Bigalow es una película tonta y llena de chistes pasados de moda". En Metacritic tiene un rating de 30 sobre 100, indicando "reseñas generalmente negativas". Kendall Morgan de The Dallas Morning News escribió en su reseña: "Deuce Bigalow: Male Gigolo hace que There's Something About Mary parezca una obra maestra del cine".